# Pozyskiwanie drewna

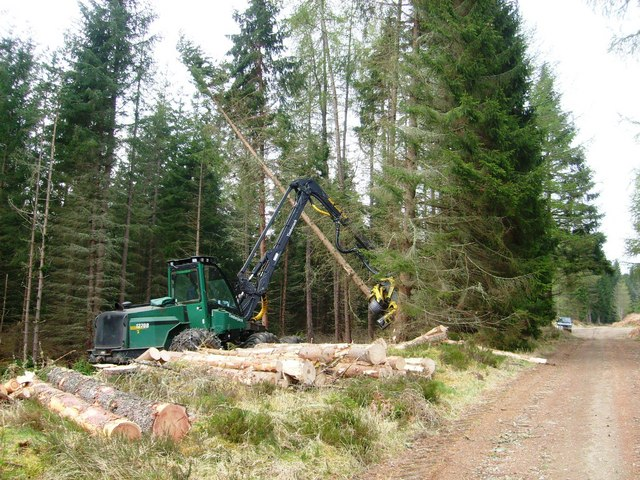
Pozyskiwanie drewna za pomocą maszyny Timberjack, Szkocja

Pozyskiwanie drewna – proces produkcyjny, związany z wyrębem lasu lub plantacji drzew szybkorosnących, wyróbką i transportem sortymentów drzewnych oraz z pracami przygotowawczymi i zakończeniowymi.
Pozyskanie drewna rozpoczyna się od jego planowania podczas prac urządzeniowych (najczęściej raz na 10 lat) przy wykonywaniu Planu Urządzania Lasu. Część planu urządzania lasu zwana planem cięć (10-letni plan cięć) zawiera propozycje cięć, które co roku leśniczowie weryfikują podczas szacunków brakarskich. Szacunki brakarskie dają dokładniejsze informacje na temat ilości i jakości planowanej do wycięcia masy drzewnej. Szacunki wykonywane są w roku kalendarzowym poprzedzającym cięcie, na ich podstawie powstaje jednoroczny plan cięć zwany wnioskiem cięć.
Przed przystąpieniem do realizacji wniosku cięć (przed wycinką), służba leśna (najczęściej leśniczy lub podleśniczy) wykonuje szereg prac przygotowawczych np.: oznaczenie granic powierzchni roboczej, wyznaczenie miejsc składowania drewna, kierunku obalania drzew i kierunku wywozu. Tuż przed przystąpieniem do wycinki robotnik leśny, wykonujący cięcie zostaje zapoznany przez leśników z istniejącymi zagrożeniami (złomy, wywroty) i sytuacjami szczególnymi (linie teleenergetyczne, fragmenty chronione i inne). W trakcie trwania zabiegu gospodarczego (wycinki) leśniczy sukcesywnie odbiera i kontroluje wykonywaną pracę – pozyskane sortymenty jak i jakość wykonania pracy pod względem merytorycznym (w tym ekologicznym i ekonomicznym). Leśniczy wydaje drewno do transportu, a w razie potrzeby wnioskuje i nadzoruje zabiegi konserwacji drewna. Po zakończeniu prac na jednej powierzchni roboczej kieruje prace na inną powierzchnię uwzględniając zasady hodowli i ochrony lasu. Co pewien czas (miesiąc, kwartał, półrocze – w zależności od potrzeb) sporządza meldunki z pozyskania drewna, w tym drewna pochodzącego z cięć sanitarnych.
Pozyskiwanie drewna – określane też jest jako ogół czynności związanych z obalaniem drzew i wyrobieniem sortymentów.